# Klaus Michaelis
Klaus Michaelis (* 1944 in Gollnow) war von 1996 bis 2005 Mitglied der Geschäftsführung des größten deutschen Rentenversicherungsträgers, der Bundesversicherungsanstalt für Angestellte (BfA) bzw. der Deutschen Rentenversicherung Bund.
Klaus Michaelis absolvierte Grundschule und Gymnasium und belegte von 1965 bis 1970 ein Studium der Rechtswissenschaften in Berlin. Seine Referendarzeit verbrachte er von 1970 bis 1974 am Kammergericht Berlin. Anschließend begann Klaus Michaelis eine Tätigkeit bei der BfA in der Leistungsabteilung Versicherung und Rente Inland und wechselte danach ins Justitiariat der BfA. Dort verblieb er bis 1980, um dann Leiter des Grundsatzreferates Rente Inland zu werden. Zehn Jahre später ernannte man ihn zum Abteilungsleiter in der Grundsatzabteilung und zum Datenschutzbeauftragten innerhalb der BfA. Seit 1. Juli 1996 war Klaus Michaelis Direktor; in seinen Zuständigkeitsbereich fielen u. a. die Sparten Grundsatz und Versicherung und Rente.
Nach seiner Pensionierung ist Klaus Michaelis seit Oktober 2005 ehrenamtlich beim Sozialverband Deutschland tätig.